# عبد الله الحازمي
عبد الله موسى الحازمي (مواليد 13 مايو 1996) هو لاعب كرة قدم سعودي يلعب حاليًا في نادي القيصومة.

## مسيرة اللاعب
مثل سابقاً نادي الجيل ونادي الشروق ونادي السد ونادي القيصومة.